# Смирнов, Александр Михайлович (футболист)
Алекса́ндр Миха́йлович Смирно́в (род. 18 мая 1954, Новокуйбышевск, Куйбышевская область) — советский футболист, нападающий.

## Карьера
Почти всю карьеру футболиста провёл в ярославском «Шиннике» в 1972—1983 годах. Лишь в 1976—1977 годах выступал за московский «Спартак», а в 1985-м — за рязанский «Спартак».

## Личная жизнь
Дети Дмитрий и Михаил — также футболисты.

## Достижения
- Победитель первой лиги: 1977